# Max Leopold Wagner
Max Leopold Wagner, (Múnich, 17 de septiembre de 1880 - Washington, 9 de julio de 1962) fue uno de los lingüistas más importantes para el estudio de la lengua sarda y de la vida tradicional de los Sardos. Se considera también que fue uno de los romanistas más influyentes del siglo XX.

## Biografía
Fue gracias a una beca de la Universidad de Múnich que Max Leopold Wagner viajó a Cerdeña entre 1904 y 1906. Aquella estancia le permitió elaborar una tesis para la admisión a la Universidad de Múnich como docente, la cual se centraba en la formación de las palabras en sardo. En 1907, completó su doctorado en Wurzburgo, con su tesis sobre el sistema fonológico de los dialectos sardos meridionales (Lautlehre der südsardischen Mundarten). 
Entre 1925 y 1927, residió en Cerdeña y así pudo realizar las grabaciones que se destinaban al Sprach- und Sachatlas Italiens und der Südschweiz (Atlas lingüístico y etnográfico de Italia y del sur de Suiza - NavigAIS-web) que publicaron los dialectólogos Karl Jaberg y Jakob Jud entre 1928 y 1940. Más tarde, Wagner publicó La lingua sarda: storia, spirito e forma (1950). Su obra capital la escribió en Washington (donde trabajaba desde 1951): el Dizionario Etimologico Sardo, DES.
Max Leopold Wagner es considerado también un importante antropólogo de Cerdeña, en particular por su obra Das laendliche Leben Sardiniens im Spiegel der Sprache (La vida de Cerdeña rural en el espejo de la lengua), de 1921.
Poco conocidos son también sus aportes lingüísticos al estudio gramatical de los indigentes en Bogotá en su texto titulado Apuntaciones sobre el caló bogotano del año 1950.